# 경수당종택
경수당 종택(慶壽堂 宗宅)은 대한민국 경상북도 영덕군 영해면 원구리에 있는 건축물이다. 1997년 9월 29일 경상북도의 유형문화재 제297호로 지정되었다.

## 개요
임진왜란 때 장수로 활약한 경수당 박세순(1539∼1612)이 지은 집이다.
선조 3년(1570)에 99칸의 큰 규모로 지었으나, 증손자인 박문약의 실수로 불에 탔다. 자신의 잘못으로 집이 불에 타자 3일 동안 소복을 입고 통곡을 한 문약은 숙종 39년(1713)에 지금의 규모로 집을 다시 지었다.
ㅁ자형의 정침과 앞면 3칸 규모의 대청으로 이루어져 있다.

## 같이 보기
- 박세순

## 참고 자료
- 경수당종택 - 국가유산청 국가유산포털